# Línguas agaus
As línguas agaus são línguas cuxíticas faladas pelos agaus da Etiópia, Eritreia e Djibuti. São divididas em:
- Aungi (agau meridional) - 553 400 falantes (censo de 2007)[2]
- Agau setentrional
  - Blin–Xamtanga:
    - Blin - 112 000 falantes (censo de 2016)[3]
    - Xamtanga - 224 000 falantes (censo de 2010)[4]

  - Chemante - 4 830 falantes (censo de 1994) [5]